# Klara Mauerova
Klara Mauerova, apodada La madre caníbal de Kuřim, nació en Checoslovaquia (1975) y fue una de las tres involucradas en el caso de Kuřim, donde los dos hijos de Klara sufrieron maltrato por parte de la misma Klara, su tía Katerina Mauerova y Barbora Skrlová.

## Primeros años
Klara desde temprana edad tuvo inclinaciones místicas causadas por la esquizofrenia que padecía al igual que su hermana Katerina. Decía que había sido concebida con una misión asignada por Dios. Su hermana Katerina tenía ideas similares ya que también al igual que su hermana eran ambas apasionadas por sus muy similares gustos y tenían una relación de tal para cual la una a la otra y desafortunadamente tras los similares gustos y la muy buena Relación fraterna, ambas también eran esquizofrénicas. Ambas cursaron la universidad, pero Klara fue la primera en dejar su hogar, juntándose con un hombre mayor que ella con el cual tuvo a sus hijos Jakub y Ondrej.
Años después su esposo la abandonaría por violencia familiar debido al supuesto carácter de Mauerova. La soledad que comenzó a sentir Klara hizo que invitase a vivir a su hermana Katerina junto a ella y sus dos hijos.

## Barbora Skrlová
Klara conoció a Barbora mientras estudiaba pedagogía en la universidad. Durante días conversaron y se hicieron amigas, la supuesta “niña” le aseguró que había escapado de un centro de menores por los malos tratos y que no tenía dónde ir, por lo que Klara decidió llevarla a su casa en Kuřim, 200 km al suroeste de Praga.
Barbara Skrlová padecía de hipopituitarismo, un desorden que retrasaba su crecimiento físico, cosa que le hacía parecer una niña cuando en realidad contaba con 32 años de edad. Barbara se percató de la enfermedad que la afectaba siendo muy joven y no dudó en usarla a su favor. Durante casi toda su vida adulta se hizo pasar por una niña, engañó a decenas de personas para que la adoptaran y manipuló a las autoridades para evitar que fuera juzgada por sus engaños.
Barbora comenzó a molestarse porque Klara le prestara tanta atención a sus hijos, por lo cual comenzó a cometer travesuras que metieran en problemas a Jakub y Ondrej, con el enojo de Klara hacia sus hijos, incitó a Klara y Katerina a unirse a una secta religiosa: cuyo líder, conocido como El Doctor, se comunicaba con sus fieles por mensaje de texto y les recomendaba que practicasen el canibalismo, la promiscuidad sexual y el incesto.

## Caso de Kuřim
Después de unirse a la secta, Barbora convenció a las hermanas Mauerova de meter a los dos hijos de Klara dentro de una jaula y torturarlos en el sótano.
Les quemaron las extremidades con cigarrillos, los amordazaron, los azotaron con cinturones, intentaron ahogarlos, los dejaron desnudos, durmiendo sobre sus propias heces. Los bañaban con cubetas de agua fría. Entonces Barbora decidió darles de comer abundantemente para practicar el canibalismo con ellos.
Declaraciones mencionan que Klara le quitó piel a su hijo Ondrej para cometer canibalismo.
Las torturas a ambos menores Ondrej y Jakub continuaron por todo un año hasta que el 7 de mayo de 2007, un vecino conectó una cámara para vigilar a su hijo, interceptó la señal de uno de los menores desnudo en la jaula y entregó la evidencia a la policía.
Barbora se hizo pasar por “Anika”, de 12 años y huyó. Ambos niños fueron llevados de inmediato a urgencias y sobrevivieron, al recuperarse dieron testimonios clave para saber quién era la supuesta niña y dieron a conocer todas las torturas por las que pasaron. Las hermanas responsabilizaron a Barbora.

## Condena
Los acusados por el abuso a los menores fueron Klara Mauerova, Katerina Mauerova, Barbora Skrlová, Jan Skarla, y Jan Turek.
Klara fue condenada a 9 años mientras su hermana Katerina fue sentenciada a 10 años, el resto de los implicados entre cinco y siete años.
Barbora fue puesta en prisión 5 años. En 2011, apeló y salió en libertad.
Actualmente Barbora continúa en libertad y su identidad es desconocida. Se desconoce  dónde está o quién será.